# Pulokelapa
Pulokelapa is een bestuurslaag in het regentschap Karawang van de provincie West-Java, Indonesië. Pulokelapa telt 3938 inwoners (volkstelling 2010).